# 卢基乌斯·埃米利乌斯·保卢斯 (前219年执政官)
卢基乌斯·埃米利乌斯·保卢斯（Lucius Aemilius Paullus，?—前216年），古罗马国务活动家和统帅，曾于前219年和前216年两次担任执政官。
卢基乌斯·埃米利乌斯·保卢斯是古罗马贵族氏族埃米利乌斯氏族的成员。他于前219年第一次当选为执政官。当时伊利里亚王国的希腊裔统治者斐洛的德米特里支持居民的海盗活动，使得在亚得里亚海海域航行的罗马商船受到很大骚扰。当罗马人得知德米特里违背在前一次战争后缔结的条约让一支庞大的舰队出海后，他们决定对这个统治者进行惩罚。元老院授权两个执政官，埃米利乌斯·保卢斯和马尔库斯·李维·萨利纳托尔率领舰队讨伐德米特里，于是爆发了所谓第二次伊利里亚战争。保卢斯指挥舰队攻占了伊利里亚人的要塞迪马勒，随后前往斐洛登陆并在那里击败了德米特里本人指挥的军队。德米特里被迫逃往希腊投奔马其顿国王腓力五世，伊利里亚人在亚得里亚海沿岸的定居点被罗马人洗劫一空。在卢基乌斯·埃米利乌斯·保卢斯返回罗马后，他被允许获得一次凯旋仪式。晚些时候他与李维·萨利纳托尔一起受到私吞战利品的指控，但最后被宣告无罪。
在第二次布匿戰爭期间，卢基乌斯·埃米利乌斯·保卢斯于前216年再次成为执政官。他与盖乌斯·特雷恩蒂乌斯·瓦罗一起指挥罗马军队参加坎尼會戰，抵抗迦太基统帅汉尼拔。結果罗马人遭到惨敗，保卢斯在此次战役中阵亡。
卢基乌斯·埃米利乌斯·保卢斯是攻占马其顿的罗马统帅卢基乌斯·埃米利乌斯·保卢斯·马其顿尼库斯的父亲。他的女兒埃米利娅則嫁给了打败汉尼拔、结束第二次布匿戰爭的名将大西庇阿。
卢基乌斯·埃米利乌斯·保卢斯曾改進过拋石機，並在機械建造方面貢獻良多。

## 资料来源
- 苏联历史百科全书·人物卷

| 前任： 卢基乌斯·维图里乌斯·斐洛 & 盖乌斯·卢塔蒂乌斯·卡图卢斯       | 罗马执政官 前219年 与马尔库斯·李维·萨利纳托尔共职 | 繼任： 普布利乌斯·科尔内利乌斯·西庇阿 & 提贝里乌斯·塞姆普罗尼乌斯·隆古斯   |
| 前任： 马尔库斯·阿蒂利乌斯·雷古鲁斯 & 盖乌斯·塞尔维利乌斯·格米努斯 | 罗马执政官 前216年 与盖乌斯·特雷恩蒂乌斯·瓦罗共职 | 繼任： 提贝里乌斯·塞姆普罗尼乌斯·格拉古 & 卢基乌斯·波斯图米乌斯·阿尔比努斯 |